# 朝日住設
株式会社朝日住設（あさひじゅうせつ）は北海道岩見沢市に本社を置く住宅設備会社である。融雪機器や太陽光発電において独自の技術を開発し、実用新案や特許も取得している。

## 主な商品・技術
- 融雪槽「雪道山」
- 屋根融雪「遠赤暖段」
- 太陽光発電「オクトパス工法」
- 太陽熱給湯システム「北湯星」
- 樹脂二重窓パネル「まど・りーど」

## 代表者の経歴
- 桜庭 清治（さくらば せいじ）、1954年（昭和29年）、北海道岩見沢市出身。
  - 北海道有朋高等学校卒業。1987年（昭和62年）に朝日住設設立。2005年（平成17年）より演歌歌手「雪道山PaPa」としても活動。2012年09月09日に投開票が行われた岩見沢市市議会補欠選挙に出馬するも敗退した。社長業のほか、コミュニティエフエムはまなすなどでラジオパーソナリティーも務める。